# Винлайн
«Винла́йн» (полное наименование — Общество с ограниченной ответственностью «Управляющая компания Национального коневодческого союза») — российская букмекерская компания. Основана в 2009 году. Штаб-квартира находится в Москве. По состоянию на 2022 год «Винлайн» входила в топ-3 букмекерских компаний России по показателю чистой прибыли.

## История
Компания была основана в 2009 году в Москве, в этом же году получила лицензию на осуществление деятельности по организации и проведению азартных игр в букмекерских конторах или тотализаторах.
В 2016 году компания стала легально принимать интерактивные ставки. Является третьим букмекером России, объявившим о готовности принимать онлайн-ставки; до этого интерактивные ставки принимали «Лига Ставок» и «888.ru» (ныне PARI). В том же году «Винлайн» стал членом «Первой саморегулируемой организации букмекеров» и начал приём ставок через «Единый ЦУПИС».

## Игровой процесс
Заключить пари на спорт можно в клубах «Винлайн» и на сайте букмекера. У компании также имеется мобильные приложение.
К регистрации допускаются пользователи, которые предъявили документ, подтверждающий личность. После идентификации клиент может делать ставки на спорт. Принимаются ставки более чем на 20 видов спорта. Можно сделать ставки прематч (до начала события), лайв (во время игры) и долгосрочные ставки (на удалённое событие).
Выигрыш выплачивает через «Единый ЦУПИС». Доход клиентов букмекера подлежит налогообложению. Налоговая ставка равна 13 % от чистой прибыли за календарный год. При запросе на вывод 15 000 рублей или более «Винлайн» выступит в качестве налогового агента и удержит НДФЛ. Если пользователь запросил на вывод до 15 000 рублей, то он ответственен за уплату налога.

## Спонсорство
Компания сотрудничает с различными клубами, федерациями и турнирами по различным видам спорта. Летом 2022 года контора и Российская Премьер-Лига объявили о заключении четырёхлетнего соглашения на 11 миллиардов рублей. Также с 2019 года компания является партнёром баскетбольной Евролиги, соглашение действует до окончания сезона 2024/2025.
С 2016 года букмекер является партнёром московского «Спартака». В декабре 2023 года было объявлено о продлении контракта до лета 2028 года. По условиям нового контракта ежегодная сумма поддержки составит 1 миллиард рублей. С 2020 года компания имеет партнёрские отношения с «Краснодаром» и «Зенитом». Ежегодная помощь клубам составляет около 150—200 миллионов рублей.
С весны 2019 года букмекер является официальным партнёром баскетбольной команды ЦСКА. Компания часто проводит конкурсы среди болельщиков клуба. Осенью 2021 года было объявлено о долговременном сотрудничестве с другим баскетбольным клубом казанским «УНИКСом» — «Винлайн» стал титульным спонсором команды.
Летом 2022 года «Винлайн» заключил сделку с хоккейным клубом «Ак Барс», в рамках которой букмекер оказывает помощь команде на сумму 200 миллионов рублей за сезон. Соглашение действует в течение трёх лет. Помимо этого, букмекер в КХЛ имеет партнёрские соглашения с такими клубами, как «Трактор», «Автомобилист», «Сибирь», «Барыс» и «Динамо Минск».
В январе 2022 года киберспортивная команда Virtus.pro подписала соглашение с «Винлайн». Букмекер не только поддерживает составы по различным дисциплинам, но и реализует ряд совместных проектов с командой.

## Показатели деятельности
За 2019 год суммарная выручка «Винлайн» составила 29,5 миллиардов рублей, а прибыль 2,6 миллиарда рублей.
За 2020 год суммарная выручка «Винлайн» составила 47,9 миллиардов рублей, а прибыль 3,99 миллиарда рублей.
За 2021 год суммарная выручка «Винлайн» составила 29,4 миллиардов рублей, а прибыль 9,9 миллиардов рублей.
За 2022 год суммарная выручка «Винлайн» составила 43,6 миллиарда рублей, а прибыль 13,1 миллиардов рублей.
По данным «Фонтанки», в 2017 году «Винлайн» занимал 12 % букмекерского рынка России. По этому показателю компания находилась на четвёртом месте в стране.
В 2020 году «Винлайн» вошёл в рейтинг крупнейших компаний России по объёму реализации продукции от издания «Коммерсант». Букмекер занял 316 место, увеличив суммарную выручку за год на 62,1 процента.

## Награды и премии
- 2016 — обладатель премии «Betting Awards» в номинации «Лучший букмекерский продукт года»[28].
- 2020 — второе место в рейтинге самых быстрорастущих компаний России[29].
- 2021 — обладатель «Премии РБ 2021» в номинации «Лучший клиентский сервис»[30].
- 2023 — лауреат премии «Национальной ассоциации организаторов мероприятий при поддержке Правительства Москвы и информационного агентства ТАСС» в номинации «Спортивное событие года»[31].